# Koločep
Koločep (italsky Calamotta) je obydlený ostrov v Dubrovnicko-neretvanské župě v Chorvatsku. Patří do souostroví Elafitských ostrovů a leží v Jaderském moři v blízkosti Dubrovníku a zhruba kilometr od Lopudu.
Koločep má rozlohu 2,44 km² a v roce 2011 na něm žilo 165 obyvatel.
V dobách Republiky Dubrovník byl Koločep významný stavitelstvím lodí.